# Терисаккан (аул)
Терисаккан (каз. Терісаққан, до 1997 г. — Успеновка) — аул в Хобдинском районе Актюбинской области Казахстана. Административный центр и единственный населённый пункт Терисакканского сельского округа. Код КАТО — 154267100.

## Население
В 1999 году население аула составляло 908 человек (446 мужчин и 462 женщины). По данным переписи 2009 года, в ауле проживало 788 человек (385 мужчин и 403 женщины).